# Potomac Heritage Trail
Le Potomac Heritage Trail est un réseau de sentiers de randonnée américain au Maryland, en Pennsylvanie, en Virginie et à Washington. Il est classé National Scenic Trail depuis 1983.